# مدرسة بريت
مدرسة بريت (الإنجليزية: BRIT School) وتسمى أيضا مدرسة بريت للفنون المسرحية والتكنولوجيا (الإنجليزية: BRIT School for Performing Arts and Technology) هي مدرسة بريطانية للفنون الأدائية والإبداعية، تقع في سيلهيرست، كرويدون، إنجلترا. تتميز المدرسة بإنتقاء التلاميذ للقبول، لكن الالتحاق بها مجاني، وتشتهر بخريجيها المشاهير.
افتُتحت المدرسة في 22 أكتوبر/تشرين الأول 1991 في إطار برنامج CTC، وتمولها الحكومة البريطانية بدعم من صندوق صناعة التسجيلات البريطانية (BRIT) وشركاء خيريين آخرين وتبرعات، وتحافظ على استقلاليتها عن هيئة التعليم المحلية.

## أبرز الخريجين[6]
- أديل
- جيسي جي
- إيمي واينهاوس
- كيت ناش
- توم هولاند

## وصلات خارجية
- الموقع الرسمي للمدرسة.
- مدرسة بريت على موقع جوائز بريت (بالإنجليزية)
- مدرسة بريت على موقع الحكومة البريطانية (بالإنجليزية)